# Emidio Taliani

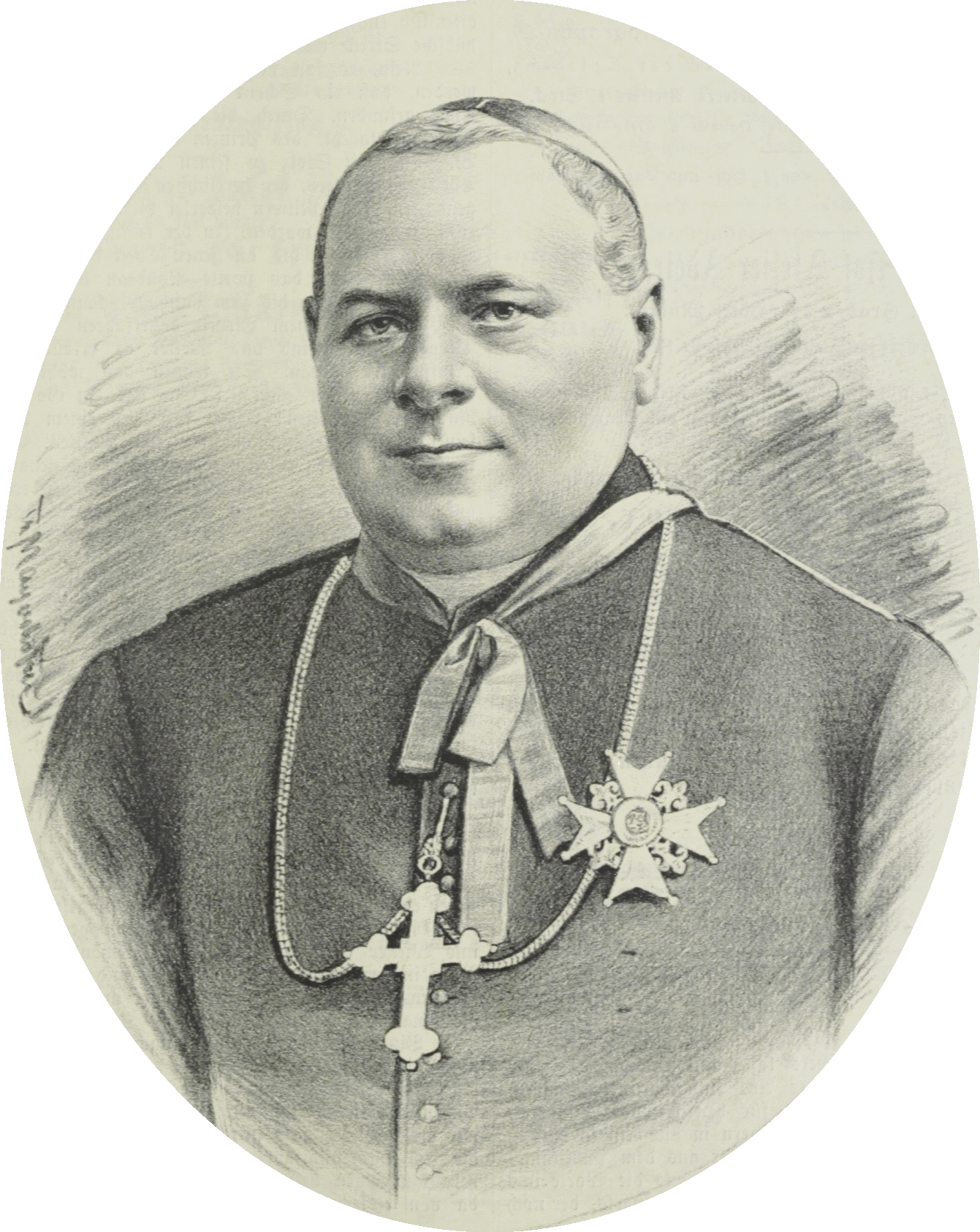
Erzbischof Emidio Taliani als Nuntius in Österreich (Lithographie von Theodor Mayerhofer, 1896)

Emidio Kardinal Taliani (* 19. April 1838 in Montegallo, Provinz Ascoli Piceno; † 24. August 1907 ebenda) war ein italienischer päpstlicher Diplomat und Kardinal der Römischen Kirche.

## Leben
Emidio Taliani kam in jungen Jahren nach Rom, wo er an der dortigen Universität La Sapienza Theologie und Rechtswissenschaften studierte und zum Doktor der Rechte in Zivilrechtsfragen und dem Kanonischen Recht promoviert wurde.
Nach seiner Priesterweihe am 20. Oktober 1861 wurde Taliani Privatsekretär von Kardinal Carlo Sacconi und in den Rang eines Monsignore erhoben. Es war auch Sacconi, der Taliani am 16. Mai 1869 zu seinem persönlichen Referenten an die Apostolische Nuntiatur in München entsandte, wo Taliani nur ein Jahr später, 1870, zum Geschäftsträger befördert wurde. Nach vier Jahren in Bayern wechselte Taliani als Referent von Kardinal Sacconi an die Nuntiatur in Paris, an der er zwischen 1875 und 1879 wirkte.
Anfang 1880 trat Taliani in den Dienst der Kurie und wurde am 17. März desselben Jahres zum Prälaten an der Signatur, dem höchsten Gericht der Römische Kurie, bestimmt. Weitere fünf Jahre später, am 16. März 1885 wurde er Apostolischer Protonotar. Zuletzt wurde er 1889 Vikar der Lateranbasilika unter Kardinal Francesco Satolli.
Am 22. Juni 1896 wurde Taliani von Papst Leo XIII. zum Titularerzbischof von Sebastea ernannt. Die Bischofsweihe empfing er am 29. Juni 1896 durch Kardinal Lucido Maria Parocchi. Einen Monat später, am 24. Juli 1896, wurde Taliani zum Apostolischen Nuntius in Österreich-Ungarn bestimmt, ein Amt, welches er bis 1903 bekleidete.
In seinem letzten Konsistorium, rund einen Monat vor seinem Tod, nahm Papst Leo XIII. am 22. Juni 1903 Taliani in das Kardinalskollegium auf. Die Teilnahme von Taliani im darauf folgenden Konklave, in welchem Papst Pius X., gewählt wurde, war nicht unumstritten, da Taliani nur auf dem Papier Kardinal war, aber noch nicht das Birett oder den Kardinalsring erhalten hatte. Diese Insignien des Kardinalsstands wurden ihm erst, wie den sechs anderen Geistlichen, die Leo XIII. noch vor seinem Ableben bestimmt hatte, am 12. November 1903 von Pius X. überreicht. Gleichzeitig erhielt er als Kardinalpriester die Titelkirche San Bernardo alle Terme.
Emidio Kardinal Taliani starb am 24. August 1907 im Alter von 69 Jahren. Er wurde im Familiengrab auf dem Friedhof von Ascoli Piceno begraben.

## Auszeichnungen
- Großkreuz des k.u. Sankt Stephans-Ordens
- Komtur II. Klasse des Albrechts-Ordens
- Komtur des Ordens Karls III.
- Komtur des Ordens Franz I.
- Mitglied der Ehrenlegion